# Jonas Bjerre (skakspiller)
 Der er flere personer med dette navn, se Jonas Bjerre.
Jonas Buhl Bjerre (født 2004) er en dansk skakspiller, som spiller i Skanderborg Skakklub. Han blev i oktober 2019 Danmarks yngste stormester i spillet, hvorved han overgik Davor Palo, der hidtil var indehaver af denne rekord.

## Karriere
Jonas Bjerre fik i 2016 bronzemedalje ved ungdomseuropamesterskabet i skak i kategorien for spillere under 12 år. I 2017 blev han ungdomseuropamester i kategorien for spillere under 14 år.
I 2018 fik Jonas Bjerre en delt andenplads ved danmarksmesterskabet i skak. Resultatet gav Jonas Bjerre den sidste af de tre normer, som kræves til at blive udnævnt til International mester. Jonas blev derved som 13-årig den yngste danske internationale mester nogensinde. Den tidligere rekord havde Jonas Bjerres klubkammerat i Skanderborg Skakklub Mads Andersen, som fik titlen som 15-årig.
I 2019 fik han som 14-årig en delt førsteplads ved danmarksmesterskaberne i skak. Han spillede efterfølgende omkamp om danmarksmestertitlen mod Allan Stig Rasmussen, som vandt titlen i et sudden death-lynparti. Jonas Bjerres resultat ved mesterskaberne gav ham den første stormesternorm. I juli 2019 vandt Jonas Bjerre en stormesterturnering i Ungarn med 7 af 9 mulige point, hvilket indbragte ham hans anden stormesternorm. Med sin tredje norm i en stærkt besat turnering på Isle of Man i oktober samme år opnåede han stormestertitlen som den yngste dansker til dato. FIDE gav ham titlen stormester i marts 2020.